# Sony Alpha 6300
α 6000 α 6500
α 6400
α 6100
Le Sony Alpha 6300 (typographié α 6300) est un appareil photographique hybride expert de monture E commercialisé par Sony Alpha en mars 2016. Il succède à l'Alpha 6000 et apporte notamment la vidéo 4K et un « autofocus 4D ».

## Présentation et sortie
L'Alpha 6300 est officiellement présenté au cours d'une conférence le 3 février 2016. Sa sortie a lieu au début du mois de mars suivant. Sa commercialisation se fait en kit avec le 16-50 électrique au prix de 1 400 €. Le boîtier est également lancé nu à 1 250 €, soit le double de son prédécesseur.

## Design
Le design est identique à l'A6000 mais son revêtement est granulé comme l'A5100. Le bouton AEL présent sur le modèle précédent est remplacé par un sélecteur de mise au point.

## Caractéristiques techniques
L'Alpha 6300 succède à l'A6000, il possède la même résolution de capteur. Il s'agit d'un nouveau capteur Sony CMOS Exmor de 24,3 mégapixels dont la sensibilité peut atteindre 51 200 ISO et est dépourvu de filtre passe-bas. L'autofocus, dit « 4D », possède 425 points de détection par corrélation de phase et 169 par contraste pour une mise au point annoncée de 0,05 seconde. L'écran LCD a une définition de 921 600 points mesurant 7,5 cm de diagonale, il est monté sur charnière. Il dispose également d'un viseur électronique OLED de 2,6 millions de points. Ce viseur couvre 100 % de la scène avec un grossissement de 1,07×. L'appareil est capable de filmer en 4K à 30 i/s et en 1080p à 120 i/s.

## Accueil
Le site LesNumeriques lui décerne 4 étoiles relevant en point positif l'autofocus au suivi efficace, la qualité d'image en progression, la qualité de construction, l'obturateur électronique silencieux, la vidéo 4K sans recadrage du capteur et les nombreuses possibilités de réglages. En point négatif, le site signale la lenteur au démarrage, le manque de progrès par rapport au modèle précédent, l'obturation limitée à 1/4000 de seconde et les menus qui sont mal optimisés mais aussi l’absence de stabilisation au capteur, de tropicalisation, d'écran tactile et de prise casque.

## Concurrence
L'Alpha 6300 fait partie du marché « expert », une catégorie qui regroupe des appareils aux fonctions avancées, destinés aux photographes amateurs éclairés et passionnés. Il possède donc un grand nombre de concurrents parmi les hybrides APS-C et Micro quatre tiers que sont les Panasonic GX8 et G7, Fujifilm X-E2 ainsi que les Olympus OMD EM-5 II et EM-10. Il se place également comme une alternative aux reflex numériques experts : Canon EOS 80D, Nikon D7200 et Pentax K-3 II.

## Remplacement

### Alpha 6500
L'Alpha 6500 est annoncé le 6 octobre 2016, il apporte une stabilisation du capteur sur 5 axes, un écran tactile, un autofocus encore amélioré et une plus grande mémoire tampon. Il ne remplace pas directement l'A6300, mais se place comme un appareil plus haut de gamme, semi-pro,.

### Alpha 6400
L'Alpha 6400 est une évolution de l'Alpha 6300, sortie en février 2019, proposant un meilleur autofocus. Contrairement à l'Alpha 6500, il ne possède pas de stabilisation du capteur,.

### Alpha 6100
L'Alpha 6100 est une version simplifiée et moins onéreuse de l'Alpha 6400 sortie en octobre 2019. Il remplace l'ancien Alpha 6000 resté au catalogue.